# Mea Shimotsuki
Mea Shimotsuki 霜月めあ (Shimotsuki Mea?) (Prefettura di Miyagi, 14 novembre 1995) è una modella e attrice giapponese.

## Opere
- マジカル (marzo 2018, Takeshobo)
- Kimi ni Meamea (luglio 2018, Line Communications)
- VenusFilm Vol.6 (dicembre 2019, E-Net Frontier)
- 大好きなめあを見つめていたい (21 aprile 2021, AiconiQ Pictures)

## Filmografia

### Cinema
- Mita Dances, regia di Toshimitsu Iizuka (2020)[1]

### App
- Absolute Obedience -Hypnosis Drop- (2020)[2]

### Webserie
- TTFC Direct Production Theater Kamen Rider Saber (2021)
- Hulu U35クリエイターズ・チャレンジ「速水早苗は一足遅い」（2022）